# Le Monde perdu (film, 1960)
Pour les articles homonymes, voir Le Monde perdu.
Pour plus de détails, voir Fiche technique et Distribution.
Le Monde perdu (The Lost World) est un film  fantastique américain d'Irwin Allen sorti en 1960. Inspiré du roman d'Arthur Conan Doyle Le Monde perdu, il s'agit du remake du film-homonyme sorti en 1925.

## Synopsis
Un professeur britannique s'aventure en plein cœur de l'Amazonie avec quelques scientifiques. L’expédition se fait attaquer par des dinosaures.

## Fiche technique
- Titre original : The Lost World
- Titre français : Le Monde perdu
- Réalisation : Irwin Allen
- Scénario : Charles Bennett et Irwin Allen d'après The Lost World d'Arthur Conan Doyle
- Direction artistique : Duncan Cramer (en), Walter M. Simonds
- Costumes: Paul Zastupnevich
- Maquillage : Ben Nye et Helen Turpin
- Image : Winton C. Hoch
- Effets visuels: L. B. Abbott, James B. Gordon, Emil Kosa Jr.
- Montage : Hugh S. Fowler
- Musique : Paul Sawtell et Bert Shefter
- Production : Irwin Allen
- Société de production :  Irwin Allen Productions, Twentieth Century Fox
- Société de distribution :  Twentieth Century Fox
- Pays d'origine : États-Unis
- Langue : anglais, espagnol
- Format : couleurs (Technicolor) - 35 mm - 2,35:1 (CinemaScope) - Son mono (Westrex Recording System) / Stéréo 4 pistes
- Durée : 97 min
- Dates de sortie :
  - États-Unis : 13 juillet 1960
  - France : 21 novembre 1960

## Distribution
- Michael Rennie (VF : Marc Valbel) : Lord John Roxon
- Jill St. John : Jennifer Holmes
- David Hedison (VF : André Falcon) : Ed Malone
- Claude Rains (VF : André Valmy) : le professeur George Edward Challenger
- Fernando Lamas (VF : Jean-Claude Michel) : Manuel Gomez
- Richard Haydn (VF : Michel Gudin) : le professeur Summerlee
- Ray Stricklyn : (VF: Michel François) : David Holmes
- Jay Novello (VF : Serge Lhorca) : Costa
- Vitina Marcus : la fille
- Ian Wolfe : Burton White
- John Graham : Stuart Holmes, le père de Jennifer
- Colin Campbell : professeur
- Ross Brown et Peter Fontaine : les employés de l'aéroport
- Fred Cavens : un membre de la délégation française au forum zoologique
- Larry Chance : le chef indien
- Phyllis Coghlan, Brian Ropper, Jacqueline Squire : les membres de la délégation britannique
- Alex Denaszody, Ruggero Romar : les membres de la délégation allemande
- Bess Flowers et Sam Harris : les invités au forum zoologique
- Ben Wright : Ted Bottomley, le reporter de la BBC
- Alex Finlayson, George Pelling, Gilchrist Stuart : les reporters
- Don Forbes : le présentateur de la TV

## Autour du film
- Les fameux « dinosaures » de ce film ne sont en fait que des lézards ou de jeunes crocodiliens, déguisés avec de fausses cornes ou écailles sur le dos.
- Le film marque le dernier doublage français du comédien Marc Valbel.

## DVD / Blu-ray
- France :

Le film a fait l'objet de deux éditions sur le support DVD et Blu-ray.
- Le Monde perdu (DVD-9 Keep Case) sorti le 18 novembre 2014 édité par Rimini Éditions et distribué par Zylo. Le ratio écran est en 2.35:1 panoramique 16:9. L'audio est en Français et Anglais 2.0 Dolby Digital avec sous-titres français. En suppléments : deux documentaires (L'un présenté par Christopher Champclaux sur la production du film et un second sur la paléontologie) et la version non restaurée de 1925 d'une durée de cinquante minutes. La durée du film est de 93 minutes. Il s'agit d'une édition Zone 2 Pal.
- Le Monde perdu (BD-50 Blu-ray) sorti le 18 novembre 2014 édité par Rimini Éditions et distribué par Zylo. Le ratio écran est en 2.35:1 1080p panoramique 16:9 natif. L'audio est en Français et Anglais 2.0 DTS HD avec sous-titres français. Les suppléments sont identiques à la version standard DVD. La durée du film est de 96 minutes. Il s'agit d'une édition Zone B.
- États-Unis :

Le film a fait l'objet d'une édition sur le support DVD.
- The Lost World (Boitier 2 DVD) sorti le 11 septembre 2007 édité et distribué par Twentieth Century Fox Home Enetertainment. Le ratio écran est en 2.35:1 panoramique 16:9. L'audio est en Anglais 4.0 Dolby Surround et Anglais 2.0 Stéréo, Français et Espagnol Mono avec sous-titres en Anglais et Espagnols, en close caption pour le Français.
- DVD 1 : Le film est d'une durée de 96 minutes et la copie a été remastérisée. En suppléments : une featurette "Footprints on the sands of Time (3 min); "Fox Movietone News" (1 min); Bande annonce originale (3 min); Galerie de photos (Campagne de presse (1 min), Comic Book (36 min), Production et coulisses (223 min), Publicités et affiches (25 min), Illustrations et créations graphiques (40 min))
- DVD 2 : Le film "The Lost World" (1925) version restaurée avec la musique de Philip Carli. Il s'agit de la version issue de George Eastman House d'une durée de 75 minutes. En bonus la bande annonce du film et 7 minutes de scènes coupées.

Cette édition est une Zone 1 NTSC.